# Wigiliusz (papież)
Wigiliusz (ur. w Rzymie, zm. 7 czerwca 555 w Syrakuzach) – 59. papież w okresie od 29 marca 537 do 7 czerwca 555.

## Życiorys
Pochodził z arystokratycznej rodziny – jego ojciec i brat byli konsulami.
Papież Bonifacy II wyznaczył go początkowo na swojego następcę, ale zmienił decyzję; po śmierci Bonifacego kler rzymski wybrał innego kandydata, kapłana Merkuriusza (Jana II). Wpływowy Wigiliusz został wysłany na dwór cesarza Justyniana I do Konstantynopola jako przedstawiciel papieski; w Konstantynopolu zyskał przychylność cesarza i jego żony Teodory. Dwór bizantyjski wyznaczył Wigiliusza na papieża i wysłał go do Rzymu razem z wyprawą wojskową Belizariusza. W grudniu 536 został usunięty dotychczasowy papież Sylweriusz (przy bezpośrednim udziale Wigiliusza) i ten ostatni zajął jego miejsce. Formalną akceptację duchowieństwa Rzymu nowy biskup zyskał dopiero po śmierci Sylweriusza na wygnaniu w 537.
Pierwsze lata pontyfikatu Wigiliusz spędził w Rzymie, który znajdował się pod ciągłym zagrożeniem najazdu Gotów. Papież nie cieszył się popularnością; kiedy w 545 na rozkaz cesarza Justyniana udał się ponownie do Konstantynopola, żegnany był przez mieszkańców Rzymu wyzwiskami i kamieniami. Wigiliusz miał dodać powagi polityce religijnej cesarza, który szukał kompromisu i zjednoczenia wszystkich odłamów chrześcijaństwa. Papieżowi brakowało do tego przygotowania teologicznego, a także charakteru – chwiejny, często zmieniał decyzje, ulegał łatwo intrygom dworu bizantyjskiego. Nie stawił się na V sobór ekumeniczny, który Justynian zwołał 5 maja 553 w Konstantynopolu. Uchwała soborowa potępiła papieża i zdjęła go z urzędu, jednak gdy papież ugiął się i uznał sobór jako V sobór powszechny, ekskomunika została zdjęta. Wkrótce potem Wigiliusz zmarł w drodze powrotnej do Rzymu (w Syrakuzach) na kamicę żółciową. Został pochowany w kościele San Marcello nad katakumbami Pryscylli przy Via Salaria w Rzymie.
W okresie pontyfikatu Wigiliusza wszedł w życie na terenie całego cesarstwa Kodeks Justyniana.